# Adamsochrysa aspera
Adamsochrysa aspera  (лат.) — ископаемый вид сетчатокрылых насекомых рода Adamsochrysa из семейства златоглазки (Chrysopidae). Известны по ранним эоценовым отложениям из западной части Северной Америки (Канада, Британская Колумбия; McAbee, Okanagan Highlands, возраст около 53 млн лет).

## Описание
Размер переднего крыла 29,4×10,8 мм (заднего — 25,1×8,3 мм). От близких видов и родов (Okanaganochrysa, Cimbrochrysa, Danochrysa и Stephenbrooksia) отличается особенностями жилкования. Вместе с другими ископаемыми видами златоглазок, такими как Protochrysa fuscobasalis, Adamsochrysa wilsoni, Okanaganochrysa coltsunae, Archaeochrysa profracta, Chrysopa glaesaria, Pseudochrysopa harveyi и Leucochrysa prisca, являются одними из древнейших представителей Chrysopidae.
Вид Adamsochrysa aspera был впервые описан в 2013 году русским энтомологом Владимиром Макаркиным (Биолого-почвенный институт ДВО РАН, Владивосток) и канадским палеоэнтомологом Брюсом Арчибальдом (Archibald S. Bruce.; Department of Biological Sciences, Simon Fraser University, Burnaby, Британская Колумбия; Royal BC Museum, Victoria, Канада), став типовым таксоном для Archaeochrysa. Название роду дано от сочетания имени крупного американского невроптеролога профессора Филлипа Адамса (Prof. Dr. Phillip Anthony Adams; 1929—1998) и слова chrysa, традиционно используемого в таксономии златоглазок. Видовое название происходит от латинского слова asper (жёсткий, трудный).